# Affectenleer
De affectenleer is een esthetische theorie uit de 17e eeuw en vroege barok met betrekking tot muziek.
De affectenleer koppelt allerlei muzikale middelen, toonsoorten en instrumenten aan gevoelens. De leer werd het meest gedetailleerd behandeld door Johann Mattheson, die een opsomming geeft van meer dan twintig affecten en beschrijft hoe ze moeten worden uitgedrukt in de muziek, bijvoorbeeld: "Verdriet moet worden uitgedrukt met een langzame, lome en slaperige melodie, gebroken met veel zuchten," en "Haat wordt vertegenwoordigd door afstotende, ruwe harmonie en een soortgelijke melodie."
Een fundamenteel aspect van de leer is het principe dat elke compositie (of, in het geval van samengestelde vormen, elk deel van een muziekstuk) slechts één affect mag uitdrukken. Dit is om verwarring te voorkomen (bij de luisteraar).
In de tijd dat deze theorie in zwang was, gold zij regelmatig als leidraad voor de muziekkritiek. 